# XMobots
XMobots ist ein Unternehmen, das unbemannte Luftfahrzeuge für zivile Anwendungen herstellt. Als erstem einheimischen Unternehmen wurde XMobots von der brasilianischen Zivilluftfahrtbehörde (ANAC) die Genehmigung erteilt, Flüge mit UAVs durchzuführen.

## Geschichte
XMobots wurde 2007 mit dem Ziel gegründet, unbemannte Luftfahrzeuge zu entwickeln und zu bauen. Seine Gründer waren zu dieser Zeit Ingenieure, Master und Studenten im Masterstudium an der Escola Politécnica da Universidade de São Paulo. XMobots hat sich von Anfang an auf die technologischen Bereiche der gesamten Entwicklungs- und Herstellungskette unbemannter Systeme konzentriert. Aus diesem Grund werden die UAVs, die gesamte Navigations- und Steuersoftware, die Datenverbindung und die Kontrollstation selbst entwickelt.

## Produkte
- XMobots Apoena 1000/3000
- XMobots Nauru 500A
- XMobots Echar 20A
- XMobots Arator 5A